# Hamr (ort i Södra Böhmen, Tjeckien)
Hamr är en ort i Tjeckien.   Den ligger i regionen Södra Böhmen, i den centrala delen av landet, 130 km söder om huvudstaden Prag. Hamr ligger 450 meter över havet och antalet invånare är 358.
Terrängen runt Hamr är platt. Runt Hamr är det glesbefolkat, med 20 invånare per kvadratkilometer. Närmaste större samhälle är Třeboň, 12,0 km nordväst om Hamr. Omgivningarna runt Hamr är en mosaik av jordbruksmark och naturlig växtlighet.